# Bob de Jong (schaatser)
Bob Johannes Carolus de Jong (Leimuiden, 13 november 1976) is een voormalig Nederlands schaatser en huidig schaatscoach die gespecialiseerd was in de vijf en vooral de tien kilometer. In 2006 in Turijn won hij de gouden olympische medaille op de 10.000 meter, een afstand waar hij ook olympisch zilver (1998) en twee keer olympisch brons (2010 en 2014) op won. Daarnaast werd De Jong vijf keer wereldkampioen afstand op de 10.000 meter en twee keer op de 5000 meter. Hij was wereldkampioen allround bij de junioren in 1995 en 1996. De Jong won twee keer de Ard Schenk Award en een keer de Oscar Mathisen-trofee. Op 22 februari 2016 nam hij bij een 10 km-wedstrijd in Haarlem op 39-jarige leeftijd afscheid van de wedstrijd schaatssport in 14.43,06.
Op 12 maart 2016 ontving hij de oeuvreprijs van de KNSB voor zijn grote verdienste voor de schaatssport.

## Biografie

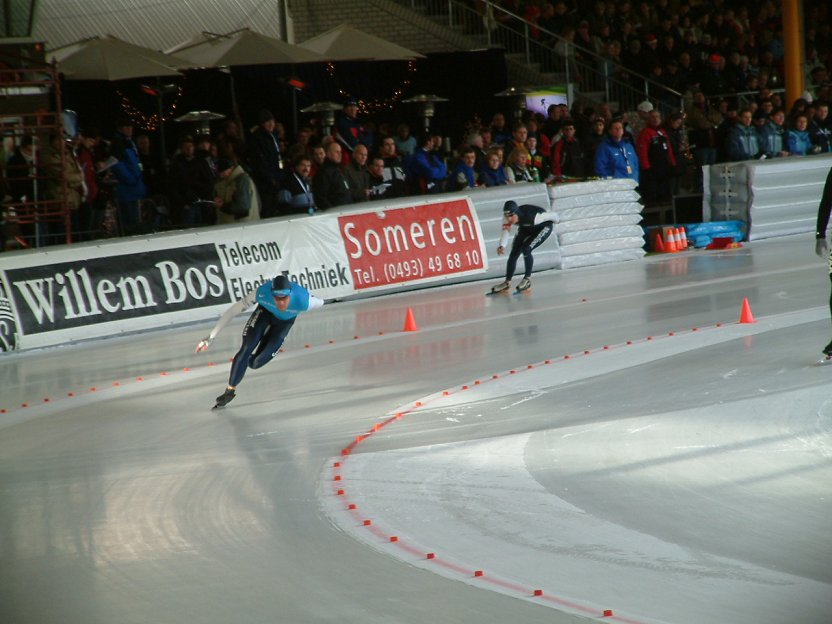
Romme vs De Jong tijdens het NK Allround 2004

De Jong begon met schaatsen in 1982 bij IJsclub Nut & Vermaak in Leimuiden. Naast het schaatsen zwom hij wedstrijden in Alkemade en voetbalde hij zeven jaar in de jeugd bij de Kickers '69. Ook tenniste hij vanaf zijn dertiende en deed mee aan triatlons. Hij debuteerde in de KNSB-Kernploeg - met Ids Postma, Martin Hersman, Gianni Romme en Jeroen Straathof - onder de vleugels van Leen Pfrommer. Hij werd wereldkampioen bij de junioren in 1995 en 1996, waarbij de 3000 meter die hij in 1996 reed tevens een Nederlands- en wereldrecord bij de senioren betekende. In wereldbekerverband debuteerde hij op vaste schaatsen op 24 november 1996 in Berlijn waar hij de achtste tijd noteerde in 7.07. Het wereldrecord op vaste schaatsen, 6.37,55 verreden in Calgary, staat nog steeds. Bij de senioren wist hij zich door zijn minder goede korte afstanden slechts twee keer te plaatsen voor een allroundtoernooi; in 2005 werd hij 7e op het WK in Moskou, en in 2006 22e in Calgary. De Jong was wel succesvol op de WK Afstanden: vijfmaal won hij de 10.000 meter, in 1999, 2003, 2005, 2011 en 2012 en tweemaal was hij de beste op de 5000 meter, in 2001 en in 2011.

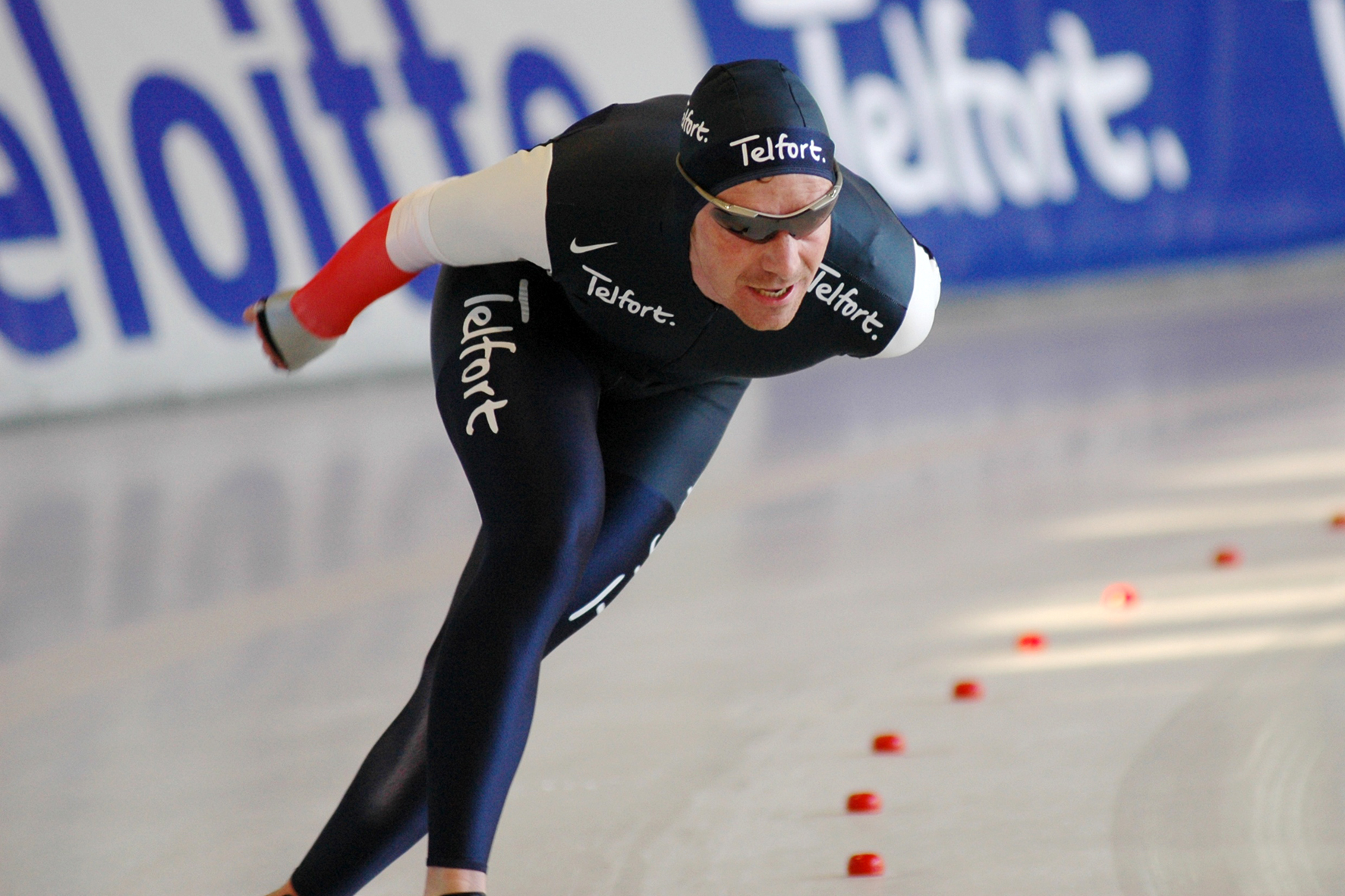
De Jong, 2006

Tijdens de Olympische Winterspelen won hij in 1998 zilver op de 10 kilometer. Vier jaar later werd 'zijn' afstand een totale deceptie: hij eindigde als vijftiende op de 10.000 meter en als dertigste op de 5000 meter. Dit alles maakte hij goed tijdens de Spelen van Turijn in 2006. De Jong werd de zesde Nederlandse olympisch kampioen op de 10 kilometer, na Ard Schenk, Piet Kleine, Bart Veldkamp, Gianni Romme en Jochem Uytdehaage. Hij won (op 24 februari 2006) het goud in een persoonlijke recordtijd van 13.01,57. Hij liet wereldrecordhouder Chad Hedrick en Carl Verheijen achter zich. Op 1 maart 2006 werd De Jong hiervoor geridderd.
Voor het seizoen 2007/2008 was de Leimuidenaar in de zomer vooral druk om danspasjes te leren voor het tv-programma Dancing with the Stars waar hij vierde werd. Direct daarna begon zijn voorbereiding op het nieuwe winterseizoen. De Jong was goed voorbereid op de vijf kilometer tijdens het NK Afstanden, maar werd 's morgens ziek wakker. Met een tijd van 6.31,58 eindigde hij desondanks toch nog als vijfde. Het bleek nèt voldoende om een ticket voor de daarop volgende wereldbekerwedstrijden te bemachtigen. Voor de 10 kilometer kreeg hij een zilveren medaille omgehangen.
Op 9 maart 2008, de laatste dag van het WK Afstanden, drong De Jong aan op een wijziging voor de wereldbekerwedstrijden op de tien kilometer. Op het moment worden de vijf en tien kilometer-afstanden samengevoegd in de puntentelling, maar volgens De Jong zijn er vele langebaan- en marathonschaatsers die moeite hebben met de vijf kilometer en daarom afhaken. Tijdens de NK afstanden eind oktober 2009 behaalde hij tweemaal een tweede plaats achter Sven Kramer op de 5 en 10 kilometer. Daarmee plaatste hij zich voor het World Cup seizoen 2009/2010. Tijdens de eerste twee World Cup weekenden die werden gehouden in het Duitse Berlijn en in het Nederlandse Heerenveen begin november 2009 behaalde hij een keer een derde plaats en een tweede plaats op de 5 kilometer.
Op 27 december 2009 kwam De Jong aan de start van de 5 kilometer tijdens het Olympisch Kwalificatie Toernooi in Heerenveen. Hij nam het op tegen Carl Verheijen voor het laatste startbewijs voor de 5 kilometer tijdens de Olympische Spelen in de Canadese stad Vancouver in februari 2010. De Jong won de rit en plaatste zich voor de vierde keer rechtstreeks. Het is deze rit die De Jong betitelt als zijn mooiste rit. Op 30 december 2009 won De Jong de 10 km tijdens het Olympisch Kwalificatietoernooi (OKT) in een nieuw persoonlijk record. Hiermee plaatste hij zich voor deze afstand in Vancouver. De Jong behaalde daar de vijfde plaats op de 5000 meter en brons op de 10.000 meter op zijn vierde Olympische Spelen.
Na de Winterspelen in Vancouver stapte hij over naar het marathonschaatsen. Met Jillert Anema als trainer reed hij daags na de worldcupwinst in Hamar direct de natuurijsmarathon in Noordlaren. Ook op de Weissensee stond hij aan de start voor de alternatieve elfstedentocht. Verder reed hij een succesvol langebaanseizoen; hij won de Wereldbeker over de 5 en 10 kilometer en in Inzell werd hij wereldkampioen op beide afstanden. In juni 2011 werd zijn prestatie tijdens het WK afstanden in Inzell, waar hij op de 10 kilometer het goud veroverde met een tijd van 12.48.20 (de beste tijd ooit gereden in Europa), door de Oslo Skating Club gewaardeerd met de prestigieuze Oscar Mathisen-trofee.
Op 11 februari 2012 won De Jong voor het eerst een wereldbekerwedstrijd van Kramer sinds 2007 in een rechtstreeks duel. Hij won de 5000 meter in 6.21,23 en klopte Kramer met zes tiende van een seconde.
Tijdens de Olympische Winterspelen van 2014, die werden gehouden in Sotsji, won De Jong wederom brons op de 10.000 meter, met een tijd waarover De Jong zelf niet tevreden was. De medaille betekende zijn vierde olympische medaille op de 10 kilometer waarmee hij de succesvolste medaillewinnaar (1-1-2) is sinds 1924. Tijdens de sluitingsceremonie van de Spelen droeg De Jong de Nederlandse vlag.
In seizoen 2014/2015 schaatste De Jong bij Team New Balance onder trainer Johan de Wit. In november 2014 wint hij de Worldcup in Seoul over 10 km (19e WC zege). Op NK allround wordt De Jong op de 5 km een diskwalificatie wegens Dr.Bibber regel en mag daardoor niet starten op de 10 km die als WK kwalificatie geldt. De zomer traint hij in Calgary met het Canadese team van Bart Schouten, waarna hij in oktober 2015 aansluit bij Team Corendon onder trainer Peter Kolder. Op het Nederlands kampioenschap afstanden in december 2015 reed hij voor het laatst een 10 km in een vol Thialf dat verbouwd werd.  
De ploegenachtervolging (Team Pursuit) stond nog in de kinderschoenen maar De Jong werd samen met Ralf van der Rijst en Remco Olde Heuvel de eerste Nederlands kampioen op dit onderdeel in 2006. Tijdens het IJsgala dat jaar versloegen ze ook de Olympisch Kampioen Italië in een rechtstreeks duel.

### Strijd om WK-tickets
Op 2 februari 2008 moest De Jong zich als derde zien te plaatsen voor de WK Afstanden in Nagano vanwege het feit dat hij een week eerder een tiende langzamer was dan Mark Ooijevaar(in B-groep) die zich wel direct wist te plaatsen. Dit betekende een skate-off op 16 februari. "regel: beste Nederlander (mits op podium) en tijdsnelste" Zaakwaarnemer Ron Mulder liet het hier echter niet bij en verzocht de KNSB-topsportcommissie om De Jong op basis van zijn laatste wereldbekerwedstrijd aan te wijzen voor het WK, omdat hij de beste Nederlander was en daarvoor 70 WB-punten kreeg. Mulder stelde een ultimatum; 7 februari om 12.00 uur en anders een gang naar de geschillencommissie van de KNSB. Op 11 februari voerde Mulder namens de olympisch kampioen in Amsterdam zijn verhaal. Diezelfde dag werd tevens bekendgemaakt dat Brigt Rykkje aan het deelnemersveld van de skate-off werd toegevoegd. Op 11 februari kwam het verlossende woord en besloot de commissie dat De Jong voor de 10 kilometer rechtstreeks is geplaatst. Volgens de commissievoorzitter Van der Valk Bouman staat in de reglementen niet vermeld wat men bedoelt met de beste drie tijden en kan er geen misverstand bestaan dat het over de A-categorie gaat. De Jong wint brons in dit WK, Ooijevaar eindigt op plek 8
Tijdens het NK Allround 2015 werden de WK afstanden-tickets vergeven. De Jong wilde via het NK Allround het 10 km-ticket veiligstellen. Echter, op de 5 kilometer werd zijn tijd van 6.20,17 doorgestreept wegens het tweemaal aantikken van de lijn waardoor hij de afsluitende afstand niet kon rijden. De Jong diende een officieel protest in. Na afloop van het allroundtoernooi schaatste hij de derde tijd (13.17) waardoor Kramer en Bergsma, die onder zijn tijd reden, geplaatst zijn. De ongelijke omstandigheden in de hal (temperatuur, publiek, tijdstip) die ook Carien Kleibeuker troffen - zij reed vóór het allroundtoernooi de 5 kilometer - leidden bij KNSB-directeur Arie Koops niet tot aanpassing/herziening van de selectie. Hij nam afscheid van de wedstrijd schaatssport op 29 december 2015 bij het Nederlands kampioenschap afstanden. Op de 10.000 meter reikte hij tot een tijd van 13.24,57. Hij werd gediskwalificeerd wegens het tijdens de rit weggooien van z'n knellende witte armband, maar was anders zesde geworden.

### Overige activiteiten
In 2006 neemt hij deel aan Peking Express VIP, samen met Bas Westerweel. In maart 2007 neemt hij deel aan Dancing with the Stars met Euvgenia Parakhina waar hij vierde werd.
In 2009 speelt hij een figurantenrol in De Hel van '63 als schaatser bij Hindeloopen, samen met onder andere Henk Angenent en Henk Gemser. In 2010 pakt hij 35 FIS punten op de Skicross in Hemsedal tijdens de open Noorse kampioenschappen.
In 2014 doet hij mee aan het tweede seizoen van het AVRO-programma Atlas in Suriname.
Op 11 maart 2016 presenteerde De Jong zijn boek Bob - Anders dat journalist Carl Mureau schreef waarna hij een dag later afscheid nam van het schaatspubliek tijdens de wereldbekerfinale in Thialf.
In seizoen 2017/2018 was De Jong assistent-bondscoach van de Zuid-Koreaanse schaatsploeg, waar hij zich op de lange afstand-specialisten en de ploegenachtervolging richtte. Vanaf seizoen 2018/2019 tot en met de Olympische Winterspelen van 2022 in Peking is hij assistent-coach van Xiuli Wang.

## Records

### Persoonlijke records
| Afstand      | Tijd     | Datum            | Baan           |
| ------------ | -------- | ---------------- | -------------- |
| 500 meter    | 37,86    | 15 maart 2001    | Calgary        |
| 1000 meter   | 1.18,74  | 28 januari 1996  | Collalbo       |
| 1500 meter   | 1.48,22  | 17 maart 2001    | Calgary        |
| 3000 meter   | 3.41,89  | 3 november 2013  | Calgary        |
| 5000 meter   | 6.07,43  | 17 november 2013 | Salt Lake City |
| 10.000 meter | 12.48,20 | 12 maart 2011    | Inzell         |

### Wereldrecords
| Nr.  | Afstand               | Tijd    | Datum         | Baan    |
| ---- | --------------------- | ------- | ------------- | ------- |
| jr1. | 3000 meter (junioren) | 3.53,06 | 8 maart 1996  | Calgary |
| jr2. | 5000 meter (junioren) | 6.37,55 | 10 maart 1996 | Calgary |
| 1.   | 3000 meter            | 3.53,06 | 8 maart 1996  | Calgary |

#### Wereldrecords laaglandbaan (officieus)
| Nr. | Afstand    | Tijd    | Datum           | Baan    |
| --- | ---------- | ------- | --------------- | ------- |
| 1.  | 3000 meter | 3.52,14 | 27 oktober 2001 | Berlijn |
| 2.  | 5000 meter | 6.19,94 | 9 november 2003 | Hamar   |

## Resultaten
| Jaar | NK Afstanden                   | NK Allround | WK Afstanden       | WK Allround | Olympische Spelen     | WK Junioren |
| ---- | ------------------------------ | ----------- | ------------------ | ----------- | --------------------- | ----------- |
| 1995 | 11e 1500m · 4e 5000m · 10.000m |             |                    |             |                       | 1e          |
| 1996 | 7e 1500m · 5000m · 10.000m     | 5e          |                    |             |                       | 1e          |
| 1997 |                                | 10e         | 10.000m            |             |                       |             |
| 1998 | 15e 1500m · 5000m · 10.000m    |             | 5e 5000m · 10.000m |             | 4e 5000m · 10.000m    |             |
| 1999 | 6e 5000m · 10.000m             | Brons       | 5000m · 10.000m    |             |                       |             |
| 2000 | 5000m · 10.000m                |             | 5000m · 10.000m    |             |                       |             |
| 2001 | 5000m · 10.000m                | 8e          | 5000m · 10.000m    |             |                       |             |
| 2002 | 14e 1500m · 5000m              |             |                    |             | 30e 5000m 15e 10.000m |             |
| 2003 | 10e 1500m · 5e 5000m · 10.000m | 7e          | 5000m · 10.000m    |             |                       |             |
| 2004 | 10e 1500m · 5000m · 10.000m    | 8e          | 6e 5000m · 10.000m |             |                       |             |
| 2005 | 22e 1500m · 5000m · 10.000m    | 12e         | 5000m · 10.000m    | 7e          |                       |             |
| 2006 | 23e 1500m · 5000m · 10.000m    | Brons       |                    | 22e         | 6e 5000m · 10.000m    |             |
| 2007 | 5000m · 10.000m                | 10e         |                    |             |                       |             |
| 2008 | 5e 5000m · 10.000m             | 11e         | 10.000m            |             |                       |             |
| 2009 | 4e 5000m · 10000m              | 7e          | 5e 5000m · 10.000m |             |                       |             |
| 2010 | 5000m · 10.000m                | 8e          |                    |             | 5e 5000m · 10.000m    |             |
| 2011 | DQ 5000m · 10.000m             |             | 5000m · 10.000m    |             |                       |             |
| 2012 | 5000m · 10.000m                |             | 5000m · 10.000m    |             |                       |             |
| 2013 | 4e 5000m · 10.000m             | 5e          | 5e 5000m · 10.000m |             |                       |             |
| 2014 | 5000m · 10.000m                |             |                    |             | 10.000m               |             |
| 2015 | 5e 5000m · 10.000m             | DQ          |                    |             |                       |             |
| 2016 | 10e 5000m DQ 10.000m           |             |                    |             |                       |             |

### Wereldbekerwedstrijden
| Jaar | 5k/10k                   | overall |
| ---- | ------------------------ | ------- |
| 1997 |                          | Brons   |
| 1998 |                          | Brons   |
| 1999 | 10e, 4e*, , 6e,          | Zilver  |
| 2000 | , *, ,                   | Zilver  |
| 2001 | 7e, *, , 4e,             | Brons   |
| 2002 | , , 4e, 5e*, , 11e       | Zilver  |
| 2003 | , *, ,                   | Zilver  |
| 2004 | , *, 6e, , *             | Goud    |
| 2005 | , 4e, 4e*, , *           | Zilver  |
| 2006 | 4e, 6e, 9e*, 9e, -       | 7e      |
| 2007 | 5e, 5e, 4e*, 11e, 6e, 8e | 5e      |
| 2008 | 10e, 4e, *, 5e, *, 19e   | 4e      |
| 2009 | 4e, 5e, *, , *, 5e       | Brons   |
| 2010 | , *, , , 8e              | Brons   |
| 2011 | , 4e, *, , *,            | Goud    |
| 2012 | , 7e, *, , *,            | Goud    |
| 2013 | 4e, 4e, *, , *           | Zilver  |
| 2014 | , , -, 11e, 5e, -        | 9e      |
| 2015 | 4e, *, 4e, 4e, 11e ,6e   | Brons   |
| 2016 | -, -, 10e, -, - , -      | 30e     |

### Medaillespiegel
| Kampioenschap     | Goud | Zilver | Brons |
| ----------------- | ---- | ------ | ----- |
| NK Afstanden      | 8    | 11     | 12    |
| NK Allround       | 0    | 0      | 2     |
| WK Afstanden      | 7    | 8      | 5     |
| WK Allround       | 0    | 0      | 0     |
| Olympische Spelen | 1    | 1      | 2     |